# Ослић
Ослић (лат. Merluccius merluccius) је морска риба из породице ослића (Merlucciidae).

## Опис
Има издужено тело, с великом главом и великим устима. Мужјаци су нешто тањи и издуженији од женки. Унутар уста има велики број оштрих, игличастих, закривљених зуба. Тело му је прекривено нежним крљуштима. Боја му варира, од дубине и подручја где живи, а креће се од нијансе свијетло плаве до сиве на врховима (понекад са нијансама златне) боје, а сребрнкасте на боковима. Након хватања нагло сиви, а услед дужег стајања избледи. Унутрашњост уста му је црна. Највећа забележена величина му је 140 цм и 15 кг у Атлантику, а око 10 кг код нас. Ослић се храни мањом рибом, главоношцима и рачићима, живи око 20 година, а полну зрелост добија у четвртој или петој години живота.

## Распрострањеност и станиште
Живи у дубљем мору, на дубинама од 30-1.075 m, мада се најчешће налази на дубинама између 70 и 370 m. Станиште му је источни Атлантик од Исланда и Норвешке до Мавретаније, те по целом Медитерану, укључујући Јадран..

## Употреба
Месо је бело, изврсног укуса, мекано и сочно, лако сварљиво, те се стога препоручује у исхрани болесника. У продаји се може пронаћи свеж (цео), филетиран и паниран.
| 100 грама ослића садржи |          |               |       |         |        |       |        |             |
| kcal                    | протеини | уљени хидрати | масти | калијум | фосфор | селен | ниацин | витамин Б12 |
| 71                      | 16 g     | 0,7 g         | 0,7 g | 294 mg  | 142 mg | 36 μg | 2,2 mg | 1,1 μg      |

Месо ослића је немасно и садржи полинезасићене масне киселине, најважнија је свакако Омега-3. Истраживања показују да Омега-3 масне киселине повољно утичу на развој нервног система код деце и беба. Такође се истиче ефекат на смањење ризика од срчаних болести.